# Hexatoma moriokana
Hexatoma moriokana är en tvåvingeart som först beskrevs av Matsumura 1916.  Hexatoma moriokana ingår i släktet Hexatoma och familjen småharkrankar. Inga underarter finns listade i Catalogue of Life.